# Universalismo

El símbolo del cáliz llameante

El universalismo es la doctrina filosófica  que afirma la existencia de una verdad universal, objetiva y eterna que lo determina todo, y por ende debe ser admitida igualmente por todos los seres humanos. Un pensamiento universalista asegura la veracidad de una forma única e indiscutible de ver, explicar u organizar las cosas.
El universalismo no es una ideología común, sino una característica única en la forma de traducir e interpretar la realidad, o la vida en su totalidad. Es frecuente que haya distintas ideologías universalistas que resulten muy opuestas entre sí. A través de la historia, ha habido pensamientos universalistas en todos los ámbitos de la vida humana. Por ejemplo, en el ámbito de la teología; están el cristianismo y el islam. A nivel filosófico o ético existen diversos ejemplos de universalismo moral, siendo este último una de las oposiciones al relativismo moral. Otras concepciones universalistas pueden llevarse a nivel étnico, lo que se conoce como universalismo etnocéntrico. El universalismo también existe a nivel científico, pues hay diversas teorías en la ciencia que tienen una connotación de carácter universal. 
Lo opuesto al universalismo sería el nominalismo, ya que aboga por una forma individualista de ver las cosas. Cabe mencionar que los pensamientos universalistas no niegan la existencia de formas individuales de ver las cosas, lo que niegan es la veracidad de estas.

## Universalismo moral
El universalismo moral es la postura ética que defiende la existencia de una verdad moral universal sobre cada cuestión moral concreta. El Sócrates platónico fue un defensor explícito del universalismo moral, que consideraba un vínculo "indestructible" con la razón del ser humano. Esta perspectiva del pensamiento socrático se oponía al convencionalismo moral de los sofistas.
Una de las defensas al universalismo moral radica en la consideración de que la moral permite dictar responsabilidades y obligaciones, lo que implica deberes éticos, y por lo tanto, permite mantener un sentido de orden y de valores universales en la sociedad.
El universalismo moral es una característica de religiones universalistas, especialmente del cristianismo; aunque también hay múltiples posturas no-religiosas, como la de Paul Henri Thiry d'Holbach quien aboga por un universalismo moral basado en la naturaleza humana, asegurando que es conveniente para el orden social. Igualmente algunos estudios [¿quién?][¿cuándo?]  sobre antropología y primates, recogen que existen algunas nociones generales relacionadas con la equidad, que son reconocidas por todos los seres humanos y buen número de primates sociales que viven en grupos.[cita requerida]

## Universalismo filosófico
Dos de los pensamientos universalistas más sobresalientes en la filosofía incluyen el kantismo y el utilitarismo. El filósofo Immanuel Kant en su perspectiva formalista, defendía la creencia universalista de que las normas morales deberían ser universales, sin admitir restricción alguna ante la base de los principios morales.
La filosofía utilitarista de Jeremy Bentham y John Stuart Mill sostiene que el bien y el mal es medido en cuestión de las consecuencias de los actos, mientras que, en contraposición, Kant sostiene que es necesario ver los motivos detrás de los actos. Por su parte, el filósofo Voltaire en su obra Diccionario filosófico, expresa que «la moral es la misma en todas partes porque proviene de Dios», también rechazó el relativismo moral. Voltaire abogó por la práctica de una religión universalista que adorara y sirviera al Creador buscando racionalmente usar la moral para el bien de la humanidad.

## Universalismo religioso

### Universalismo cristiano
La religión cristiana es un ejemplo claro de universalismo en el ámbito de la religión, tanto en sentido espiritual como cultural, ya que esta profesa como una de sus principales bases el cumplir (con sus semejantes) sus deberes como creyente. La percepción de la vida y la existencia de acuerdo con la fe cristiana aboga en su naturaleza por un pensamiento de carácter universalista, en el cual la voluntad de Dios manifestada por medio de Jesucristo y los principios explicativos bíblicos sobre la Creación son entendidos como la base de la moral humana y considerados necesarios para el bienestar total del ser humano. Por esto mismo, el carácter proselitista de la fe cristiana y el evangelio es instar a la conversión de todos pueblos del mundo, lo cual conlleva la propagación de la moral cristiana. 
Con el establecimiento del Edicto de Tesalónica en el Imperio romano, se formó el universalismo medieval que tomó un carácter político en Europa; no obstante, también en la Época Moderna la moral del universalismo cristiano ha servido como argumento para buscar o exigir reformas sociales en países o regiones con poblaciones de mayoría cristiana. También se dice que el universalismo es un derecho que se da a las personas.
En la fe cristiana, Dios desempeña el papel principal de la disciplina moral, entendiendo que el respeto hacia esta es respeto hacia Él, así como las ofensas contra ésta (pecados), son ofensas en contra de Él.
Un personaje que destaca es Martin Luther King, quien, como ministro de la fe cristiana, creía en la verdad moral objetiva, sosteniendo que la segregación racial era maldad, y que era bueno defender los derechos civiles, sin importar la opinión mayoritaria.

### Universalismo islámico
El islam, desde su nacimiento en el siglo VII, estipuló una percepción universal cuya doctrina fue establecida por Mahoma y el Corán. Con la extensión del Imperio otomano y el establecimiento político de los califatos, el universalismo musulmán tomó un carácter político que sigue presente en países del Oriente Medio de mayoría musulmana y cuya máxima expresión sería el Califato mundial.

## Universalismo político
El universalismo político es entendido como un tipo de doctrina política que aboga por la unificación de todos los poderes e instituciones mundiales bajo una sola cabeza o forma de organización. Ejemplos de universalismo a nivel político o cultural incluyen los diversos imperios medievales, el con federalismo, califatos, y gobiernos con tendencias mundialistas.
El universalismo político como doctrina o característica del Estado ha estado presente en muchas naciones desde el mundo antiguo. 
Con la llegada de la ilustración y el reforzamiento del modelo clásico romano, la idea de un gobierno mundial volvió a cobrar fuerza en algunos sectores. Las invasiones de Napoleón y la constitución del primer imperio francés en su base teórica es un ejemplo de universalismo político.
Durante el siglo XIX se opusieron diferentes cosmogonías de tipo universal y surgieron otras de tipo nominalista, como el Romanticismo. En este siglo se dio a luz a más ideologías claramente universalistas, de las cuales algunas llegaron a imponerse en el siglo XX, por ejemplo, el comunismo y el capitalismo, los cuales, ambos, buscaron su expansión por todo el globo para conformarse en su manera plena.
Las políticas universalistas no deben confundirse con la globalización, ya que esta última mezcla elementos de distintos colectivos y las transforma de forma reestructurada y unitaria.